# 那須資親
那須 資親（なす すけちか）は、室町時代後期から戦国時代にかけての武将。那須氏（上那須家）15代当主。
那須氏13代当主・那須氏資の子として誕生。
下野国の大半及び常陸国の一部を領している戦国大名・下野宇都宮氏17代当主・宇都宮成綱と婚姻関係を結び、また陸奥国南部の白河結城氏8代当主・結城政朝（義永）の次男・資永を養子に迎え、後継者とすることで上那須家の地位の安泰化を図った。
しかし、晩年に実子・山田資久が誕生したことを契機に後継者争いが勃発、資親の死後まもなく上那須家は断絶、滅亡することになる。